# Associazione Calcio Femminile Alaska Gelati Lecce 1983
Questa voce raccoglie le informazioni riguardanti l'Associazione Calcio Femminile Alaska Gelati Lecce nelle competizioni ufficiali della stagione 1983.

## Rosa
Rosa aggiornata alla fine della stagione.
| N. |                      | Ruolo | Calciatrice        |
| -- | -------------------- | ----- | ------------------ |
| 14 | Italia (bandiera)    |       | Ancora             |
| 9  | Danimarca (bandiera) | A     | Susanne Augustesen |
| 12 | Italia (bandiera)    | P     | Graziella Barba    |
| 3  | Italia (bandiera)    | D     | Rosaria Barba      |
| 6  | Italia (bandiera)    | C     | Elena Boselli      |
| 9  | Italia (bandiera)    | A     | Viviana Bontacchio |
| 6  | Italia (bandiera)    | C     | Rosalba Canzi      |
| 2  | Italia (bandiera)    | D     | Damiana Forcignanò |
| 10 | Italia (bandiera)    | A     | Patrizia Fortunato |
| 10 | Italia (bandiera)    | A     | Fragasso           |

| N. |                      | Ruolo | Calciatrice           |
| -- | -------------------- | ----- | --------------------- |
| 4  | Italia (bandiera)    | D     | Lucia Greco           |
| 5  | Italia (bandiera)    | D     | Maria Rita Lanfranchi |
| 4  | Italia (bandiera)    | C     | Maria Mariotti        |
| 8  | Italia (bandiera)    | A     | Anna Maria Mega       |
| 5  | Danimarca (bandiera) | C     | Lone Nilsson          |
| 11 | Scozia (bandiera)    | A     | Rose Reilly           |
| 7  | Italia (bandiera)    | C     | Lucia Semerano        |
| 1  | Italia (bandiera)    | P     | Daniela Sogliani      |
| 3  | Italia (bandiera)    | D     | Anna Stopar           |
| 16 | Italia (bandiera)    | C     | Rosa Toma             |